# Старый Карабаян
Старый Карабаян — деревня в Тюлячинском районе Татарстана. Входит в состав Большенырсинского сельского поселения.

## География
Находится в северо-западной части Татарстана на расстоянии приблизительно 19 км на юг-юго-восток по прямой от районного центра села Тюлячи.

## История
Известна с 1680 года как Починок Коробян, упоминалась также как Колбагушево. Относится к населенным пунктам с кряшенским населением.

## Население
Постоянных жителей было: в 1782 году — 44 души мужского пола, в 1859—266, в 1897—403, в 1908—601, в 1920—658, в 1926—576, в 1938—445, в 1949—347, в 1970—398, в 1979—301, в 1989—175, 101 в 2002 году (татары 94 %, фактически кряшены), 80 в 2010.